# Вторая Мексиканская империя
Вторая Мексиканская Империя (исп. Segundo Imperio Mexicano) — марионеточное государство, существовавшее с 1863 по 1867 год на территории Мексиканской Республики. Мексиканская монархия возникла в ходе французской интервенции, поддержавшей в качестве императора Максимилиана I Габсбурга. Империя на протяжении всего периода своей истории вела войну с республиканскими повстанцами (во главе с Бенито Хуаресом), которая окончилась эвакуацией французских войск, падением и казнью императора.

## Провозглашение империи
18 июня 1863 года французскими властями была созвана зависимая от Наполеона III Верховная правительственная хунта из 35 человек. Хунта избрала регентский совет и созвала ассамблею из 215 нотаблей, которые должны были избрать императора. 10 июля нотабли провозгласили Мексику умеренной наследственной монархией и предложили императорскую корону австрийскому эрцгерцогу Максимилиану.
10 апреля 1864 года во дворце Мирамар были подписаны договора, регламентирующие отношения между императором Мексики и Францией .  Он также утвердил договора между Мексикой и Францией, налагавший на первую непосильные финансовые обязательства по уплате долгов.В конце мая Максимилиан с супругой Шарлоттой прибыл в Веракрус. 11 июня он вступил в Мехико.

## Общие характеристики
Империя Максимилиана I была признана всеми крупнейшим государствами Старого Света. В начале своего правления император занялся активной законодательной и государственной деятельностью.
Были учреждены должности императорских комиссаров, которые должны были инспектировать провинции, и образован Государственный совет для выработки законопроектов.
Максимилиан I выработал временную конституцию, которая была опубликована 10 апреля 1865 года. Согласно конституции страна объявлялась наследственной монархией во главе с императором. Император должен был управлять при помощи девяти министров и Государственного совета, который рассматривался как совещательный орган. Министры несли ответственность только перед законом. Мексика делилась на 8 военных округов и 50 департаментов, во главе которых стояли назначаемые монархом префекты. Такое деление было продиктовано соображениями централизации и стремлением ликвидировать очаги сопротивления путём дробления штатов мексиканской республики. Провозглашались равенство перед законом, неприкосновенность личности и собственности, свобода совести и свобода слова.
В июле 1864 года была объявлена амнистия республиканцам, сражавшимся против империи. Однако она касалась только тех, кто немедленно сложит оружие, и тех, кто не совершал преступлений, то есть фактически она оказалась профанацией. А 3 октября 1865 года вышел декрет, согласно которому всякий, виновный в том, что вёл вооруженную борьбу против империи, должен был быть предан военно-полевому суду, который обязательно должен был вынести смертный приговор. Приговор не подлежал обжалованию и исполнялся в течение 24 часов.
Имперское правительство издало декрет о свободе печати.
Вопреки ожиданиям духовенства император отказался уничтожать свободу вероисповедания и подтвердил декрет о национализации церковного имущества — Законы о реформе (см. Война за реформу). Последнее решение было обусловлено нежеланием Максимилиана I восстанавливать против себя новых владельцев церковных земель и тем, что империя нуждалась в деньгах, которые можно было получить от продажи этих земель.
Первое министерство Максимилиана, сформированное в ноябре 1864 года, в основном состояло из умеренных либералов — модерадос. Однако императору так и не удалось расколоть либеральную партию и создать массовую поддержку своего режима. Кроме того, подобные меры оттолкнули от него консерваторов и духовенство. Учитывая эти обстоятельства, Максимилиан I созвал летом 1866 года новое консервативно-реакционное правительство.
Для популяризации своего режима император широко использовал прессу. В Мексике он финансировал три газеты. Им был создан Кабинет печати.
Имперское правительство пыталось поддерживать коренное население, для чего был создан Совет по делам индейцев.
Одной из важнейших проблем, с которой столкнулось правительство Максимилиана, был финансовый кризис. По данным республиканцев в 1864 году доходы империи составили 80 млн франков, а расходы — 120 млн. В 1865 году расходы увеличились до ~200 млн, а дефицит бюджета был равен сумме около 100 млн.
Основными источниками доходов были налоги (33 %) и пошлины (60 %). Основная же часть расходов (около 40 %) приходилась на уплату внешнего долга Франции, Англии и другим кредиторам. Таким образом, имперское правительство расходовало средств почти в три с половиной раза больше, чем правительство республиканцев, что объясняется не только выплатой долгов и тратами на ведение войны, но и расходами двора, составлявшими 1,5 млн долл. против 30 тыс. долл. жалованья президента.
В военном отношении империя опиралась на французскую армию, остальные войска состояли из иностранных добровольцев, завербованных в Австрии и Бельгии, и из Мексиканской императорской армии.

## Крах режима Максимилиана I
За прекращение интервенции выступало французское общественное мнение и оппозиция Наполеона III. Продолжение оккупации Мексики также создавало угрозу военного конфликта с Соединёнными штатами. В 1866 году ввиду неизбежности войны между Францией и Пруссией было объявлено о выводе из страны французских сил.
После долгих колебаний относительно отречения и возвращения в Европу Максимилиан I созвал в январе 1867 года новую ассамблею нотаблей, которая 17 голосами из 33 высказалась за сохранение власти императора. До этого, 1 декабря 1866 года, он издал манифест, в котором пообещал созвать при участии всех партий национальный конгресс для решения вопроса о сохранении монархии.
5 февраля 1867 года французы оставили столицу Мексики, а к середине марта всю страну. Максимилиан, при котором оставалось 15—20 тыс. мексиканских солдат и небольшое количество европейских добровольцев, отступил в Керетаро, 15 мая город взяли республиканцы.
Император был предан военно-полевому суду и в соответствии с декретом от 25 января 1862 года приговорён к расстрелу. Множество коронованных особ Европы, а также другие известные личности (включая Виктора Гюго и Джузеппе Гарибальди) посылали письма и телеграммы в Мексику, выступая за сохранение жизни Максимилиана, но Хуарес отказался смягчить наказание. Он счёл необходимым показать, что Мексика не может терпеть какого бы то ни было вмешательства в свои внутренние дела со стороны других стран. 19 июня приговор был приведён в исполнение: император Максимилиан, генералы Мирамон и Мехиа были расстреляны на Холме Колоколов.
21 июня 1867 года республиканцы овладели Мехико, а 29 июня — Веракрусом, который был последним оплотом консерваторов. 15 июня Хуарес торжественно вступил в столицу.